# ميدياويكي
ميدياويكي (بالإنجليزية: MediaWiki)‏ هو برنامج لإدارة مواقع الويكي مستخدم في كل مشاريع مؤسسة ويكيميديا، وكل الويكيات المستضافة في ويكيا، بالإضافة إلى مواقع أخرى كثيرة. طُوّر برنامج الميدياويكي في الأصل ليخدم احتياجات ويكيبيديا، الموسوعة الحرة، لكنه الآن يستخدم لإدارة المعرفة وإدارة المحتوى. والجدير بالذكر أن نوفل (Novell) تستعمل الميدياويكي لتشغيل العديد من مواقعها التي تتلقّى الكثير من الزيارات.
اللغة المستخدمة في برمجة ميدياويكي هي بي إتش بي (PHP)، وهي متكاملة مع قواعد بيانات ماي إس كيو إل (MySQL) وبوستجري إس كيو إل (PostgreSQL). برنامج الميدياويكي منشور تحت رخصة جنو العمومية، وهو حر ومفتوح المصدر. وهو قادر على معالجات كميات كبيرة من البيانات قد تصلُ إلى تيرابايتات عدّة، وهو يتضمّن 900 خيار لتعديل الإعدادات وأكثر من 2,000 إضافة متوفرة مجاناً على الإنترنت لتزويده بميزات إضافية.

## تاريخ ميدياويكي
البرنامج الحالي من ميدياويكي كتب أصلا من أجل ويكيبيديا من قبل لي دانيل كروكر، وكانت الواجهة من تصميم ماجنس مانسكي. في الأصل كانت ويكيبيديا تستخدم محرك ويكي صغير يدعى يوزر مود ويكي (UserModWiki) وكان مكتوباً بلغة بيرل. فيما بعد تم الانتقال إلى برنامج مانسكي المبني على لغة بي إتش بي (PHP) لتقديم المزيد من الإضافات. لكن مع الاستخدام المتزايد الذي أدى إلى مشاكل في التحميل، قام دانيل كروكر بإعادة كتابة البرنامج مع قواعد بيانات ماي إس كيو إل (MySQL) قابلة للتوسيع.
ابتداء من الإصدارات الأولي لبرنامج مانسكي، تم إعطاء البرنامج العديد من الأسماء المستعارة التي تصف مراحل تطور البرنامج مثل «برنامج الـ PHP»، «المرحلة 2»، «المرحلة 3». بعد إشهار مؤسسة ويكيميديا في 20 يونيو 2003، تم تسمية البرنامج باسم ميدياويكي (MediaWiki) على سبيل اللعب في اسم ويكيميديا (Wikimedia).
ابتكر شعار ميدياويكي إريك موإيلير باستخدام صورة فوتوغرافية لزهرة، في الأصل تم تقديم هذا الشعار ليكون شعار ويكيبيديا الجديد في مسابقة عالمية عقدت في صيف 2003. فاز الشعار بالمركز الثالث، وتم اختياره لتمثيل ميدياويكي بدلا من ويكيبيديا، وتم اختيار الشعار الفائز بالمركز الثاني ليمثل مؤسسة ويكيميديا، والشعار الفائز بالمركز الأول ذهب لتمثيل ويكيبيديا ذاتها. وتمثل الأقواس المربعة المزدوجة على جانبي الزهرة للدلالة على الصيغة النحوية التي تستخدم في ميدياويكي لإنشاء روابط تشعبية لصفحات ويكي أخرى.

## المميزات
يتميز ميدياويكي بالعديد من المزايا المتواجدة أصلًا فيه مع نظام يسمح بإضافة امتدادات Extensions تقوم بإضافة خصائص إضافية.

## وصلات خارجية
- الموقع الرسمي
- ميدياويكي على موقع Open Hub (الإنجليزية)
- ميدياويكي على موقع Free Software Directory (الإنجليزية)
- ميدياويكي على موقع Framasoft (الفرنسية)
- ميدياويكي على موقع SourceForge (الإنجليزية)